# Deurne (Diest)
Deurne – dzielnica (deelgemeente) miasta Diest w Belgii, w Regionie Flamandzkim, w prowincji Brabancja Flamandzka, w okręgu Leuven. 1 stycznia 2020 roku liczyła 2175 mieszkańców. Do 31 grudnia 1976 samodzielna gmina. Znajduje się tutaj najbardziej na północ wysunięty punkt prowincji.

## Demografia
Liczba mieszkańców, stan na 1 stycznia:
| Rok                | 1930 | 1970 | 2020 |
| ------------------ | ---- | ---- | ---- |
| Liczba mieszkańców | 643  | 1217 | 2175 |